# Emil Kohl
Emil Heinrich Adolph Kohl, född 22 november 1847 i Hamburg, död där 27 juni 1902, var en tysk instrumentmakare (pianofabrikör), verksam i Hamburg.
Kohl belönades med Litteris et Artibus 1884 och invaldes som associé i Kungliga Musikaliska Akademien 1885.